# Владимир Аранђеловић Марс
Владимир Аранђеловић Марс (Пирот, 18. мај 1948 — Лесковац, 24. септембар 2019) био је српски сликар.

## Биографија и каријера
О његовом формалном образовању нема много података, али се зна да је уметничким радом почео да се бави касније у животу, вођен спонтаним околностима и подршком пријатеља.
Марсова сликарска каријера започела је 1984. године, када су његови другови пријавили његове радове на Октобарски салон у Лесковцу. Прву годину је освојио похвалницу, док је већ следеће године добио другу награду на истом салону. Овај успех га је мотивисао да настави са сликарством, које је постало његова главна животна преокупација.
Аранђеловић је учествовао на преко 20 Октобарских салона у Лесковцу. Његова дела често истражују теме универзума и космоса, а кроз своје слике и изложбе освојио је бројне награде, укључујући Октобарску медаљу града Лесковца за допринос ликовном стваралаштву. Посебан успех остварио је 2019. године у Зрењанину, где је награђен са четири златна и три сребрна сертификата за свој рад.
Једна од његових најзначајнијих изложби носила је назив „Око универзума“ и одржана је у Лесковачкој библиотеци. Његова дела одликовала је маштовитост и специфична визија која је инспирисала и публику и критичаре. Марс је био препознат као значајан представник уметничке сцене јужне Србије
Владимир Аранђеловић Марс преминуо је 24. септембра 2019. године у Лесковцу. Његово стваралаштво оставило је дубок траг у српској ликовној уметности, посебно у локалној заједници где је био изузетно поштован. Његова дела и даље сведоче о његовом таленту и уметничкој визији.